# 输精管切除术
输精管切除术又稱輸精管結紮術或男性結紮，指切除男性二條输精管的部分組織，以达到绝育或生育控制的手术，是一種男性避孕的方式。其原理是阻止精子透过输精管匯入精液中，不會影響陰莖及睾丸的其他機能。输精管切除後，射精時仍會有精液，只是沒有精子，不影響其他的性功能。
输精管切除术首次临床应用于1899年。输精管切除术属于微创手术，相对比较简单，大约30分钟左右即可完成，多半不需要住院。
有許多種進行输精管切除术的方式，每一種都會結紮二條输精管至少一側的部位。為了減低焦慮並且讓接受手術者比較舒適，對針會感到厭惡的男性可以用「無針」的麻醉方式，而無手術刀輸精管切除術可以加速復原時間，也增加復原的機率。
输精管切除术本身很簡單，約30分鐘即可完成。在醫院短暫休息之後（多半不到一小時），被手術者即可回家休息。因為手術的侵入性低，不少病人在一週後就可以有正常的性行為，可能會有少許的不適，甚至不會有不適感。
输精管切除术是永久性的避孕方式，切除後有可能再恢復受孕能力，但不容易，因此一般會針對要接受手術的男性說明其输精管切除术造成長期的生理影響及心理影響。一般不建議對年輕的單身男性進行输精管切除术，因為接受手術後其生物育兒機會幾乎降到零。一般很少對狗實行此手術（狗的生育控制多半還是用切除生殖器的閹割方式進行），不過常會對公牛進行输精管切除术。

## 醫療用途
输精管切除术一般是為了男性避孕而進行的手術，若手術後再確認過精子數量，大部份手術後的男性都沒有生育能力。输精管切除术一般會視為永久，不可逆的，因為輸精管重建手術價格昂貴，而且手術後不論精子數量或是精子活動性，都無法達到結紮前的水準。結紮後的男性若沒有其他的避孕措施，仍有很小的機會會使女性受孕，而且無法避免性傳染病。
在結紮後，睪丸中的萊迪希氏細胞仍然會分泌睾酮及其他男性性激素到血液中，有些研究發現男性在結紮後其性冲动會多少有一些減少。
結紮完成後，精子無法透過阴茎離開人體，睪丸仍然會製造精子，但之後就會分解，被人體吸收。其中液體的成份會由附睾所吸收，而固體成份會被巨噬细胞分解，透過血液再吸收。精子在離開睪丸之前，會在附睾發育一個月，在發育成熟後再離開。在結紮後，附睾因為要吸收及儲存更多的液體，其體積會增大，而過程中也會觸發免疫系統讓更多巨噬细胞來分解及吸收固體的成份。約六成到七成的男性在結紮一年後體內會有精子的抗體。有些結紮者會出現结节性输精管炎，也就是输精管上皮的良性增生。精子的累積也會造成輸精管和附睾的壓力。精子進入陰囊中，也會造成精子肉芽腫來容納及吸收精子，而身體會將精子視為是外來的生物物質，像是細菌及病毒一樣。

### 功效
結紮後的早期失效，也就是在結紮後幾個月後讓配偶或性伴侶懷孕的情形，一般是因為在結紮後太快在沒有其他避孕措施的情形下性交，此時仍有一些精子會通過輸精管。大部份的醫師會建議病人在結紮後進行一次到二次的精液檢查，以確認結紮的成功率。不過不少男性會在結紮後沒有進行精液檢查，原因可能是因為不方便、尷尬、健忘或是自認已不會讓其他人懷孕。在2008年1月時，FDA提出了一個可在家中檢測的設備，稱為SpermCheck Vasectomy，可以讓病人在家中自行進行精液檢查。不過結紮後進行精液檢查的比例仍然不高。
也有出現結紮後的晚期失效，也就是在結紮後，因為输精管自然重新接通而讓配偶或性伴侶懷孕。皇家婦產科學院提到公認的输精管切除术晚期失效比率大約是二千個結紮案例中會出現一名，晚期失效的比率比輸卵管結紮（二百至三百個結紮案例中會出現一名）要少很多。2005年有一個有關早期失效及晚期失效病例的系統研究，發現在43,642個結紮案例中，有183個出現結紮失效或是重新接通的情形（比例0.4%），而在92,184個結紮案例中，有6個讓配偶或性伴侶懷孕的情形（比例0.07%）。

## 併發症
結紮後短期可能會出現的併發症有感染及瘀傷，也有可能會有部份血液流到到陰囊中，以致陰囊中有稱為血腫的血液。2012年的研究指出在男性結紮後感染的機率約有2.5%。手術小切口上需要的手术缝合线也容易造成刺激，若用紗布或是创可贴覆蓋可能可以減少其刺激。主要的長期併發症是可能出現在陰囊、骨盆或是下腹部的慢性疼痛或是綜合徵，統稱為輸精管切除術後疼痛綜合徵。男性結紮在短時間內會造成循環系統中免疫複合物的增加。根據動物及人類的研究都指出上述的變化不會造成動脈粥樣硬化的發病率增加。前列腺癌和睾丸癌的風險也和是否有結紮無關。有一項英國的研究，在研究的男性結紮病患中，有15%至33%曾出現結紮後的慢性不適。

### 結紮後疼痛
輸精管切除術後疼痛綜合徵（P.V.P.S.）是一種慢性的病症，有時也會讓人變得虛弱，可能在結紮後立刻出現，也可能在結紮後幾年才有類似症狀，有一項研究出現其發病率是每十到三十名結紮案例中，有一名會有P.V.P.S.的症狀。疼痛可能是持續性的睾丸疼痛或是附睾疼痛（附睾炎），也有可能是在特定時刻（例如性交、射精或是身體勞動時）才會出現的疼痛。

### 心理影響
進行男性結紮的案例中，約有90%表示滿意，而有7%至10%的男性表示會後悔曾進行過男性結紮。若男性和其伴侶都同意進行男性結紮，比較不會有後悔的情形。
若男性進行結紮時的年齡較輕，比較容易會後悔進行過結紮，而想要進行輸精管復通手術。有研究指出，若在二十歲左右進行結紮，之後想要進行輸精管復通手術的機率是較晚進行結紮男性的12.5倍，因此一般會建議在男性結紮之前，由醫師進行更進一步的諮詢，確定要進行男性結紮。

### 失智症
有研究指出男性結紮和原發性進行性失語症（一種罕見的額顳性失智症）有統計上的相關性，不過還無法確定是否有因果關係，目前推測的機制是大腦和精子之間的交互反應，包括都會出現的神經表面抗原。

## 手術方式
输精管切除术的傳統切除方式是用局部麻醉來麻醉陰囊（不過有些男性因為其生理構造，很難接觸到输精管，此時需使用全身麻醉），之後用手術刀在靠近兩個输精管的部份各畫一個開口，讓外科醫生可以將輸精管移動到陰囊以外，以方便切除。输精管切除术會將输精管切開（有時也會切除一部份的输精管）、再將切開輸精管的兩端分離、之後至少會用一端用缝合、烧灼（电烧）或是夹紧的方式封合。這種手術也有一些改良的版本，以改善其癒合情形，提高成功率，同時減輕長期疼痛，像是輸精管切除術後疼痛綜合徵（PVPS）或是附睪炎。
- 精索筋膜隔離（Fascial interposition）[29]（Fascial interposition）：输精管的自發性再接合是输精管切除术的已知失效原因之一[30]。  精索筋膜隔離（簡稱FI），是將屏障性的組織放在输精管切開的兩端之間，再將組織和一端縫合，以避免上述的输精管切除失效，此作法會將靠睪丸的一側放在筋膜之內，以提高成功率[31]。筋膜是一層纖維性的保護組織，位在許多肌肉組織外面，也在输精管外面。此方式若結合管腔内燒灼（intraluminal cautery，输精管的一側或是二側電燒以防止再接合），已證實可以提高結紮的成功率。
- 「無針」麻醉（No-needle anesthesia）：局部麻醉需要注射麻醉藥，而有些人會有針頭恐懼症[32]。在2005年時有另外一種输精管切除术的麻醉方式，不用傳統的注射方式，而是用一種無痛的藥品注入方式。麻醉藥可以注入阴囊组织中夠深的部位，因此可以在不打針的進行下，進行完全無痛的手術。目前初期的統計中，進行「無針」麻醉输精管切除术的人，對手術的滿意很高[32]。當麻醉發揮效果之後，後續的输精管切除术和傳統的手術方式一様。
- 無手術刀输精管切除术（英语：No Scalpel vasectomy）（No-scalpel vasectomy，NSV）：是一種用尖銳的止血钳（英语：hemostat）代替手术刀刺穿阴囊的手術方式，因為造成的傷口較小，流血及血腫的情形也會比較輕微，而且感染的可能也會降低，因此復原需要的時間會比使用手术刀的手術要短。用無手術刀方式造成的傷口一般不用縫合。無手術刀输精管切除术是最常見的微創输精管切除术，而且也達到输精管切除术期望的效果[33]。
- 开放性（open-ended）输精管切除术：這種切除方式不會將输精管靠睪丸的一側電燒封合，因此允許精子流到陰囊內。這種方式可以避免因為附睪因為連接输精管部份壓力上昇而導致的睪丸疼痛[10]。許多研究也指出這種方式可以減少像是輸精管切除術後疼痛綜合徵等慢性的併發症[34][35]。
- 输精管灌注（Vas irrigation）：在输精管切除术時從输精管開口處注入无菌水或是优黄素（英语：euflavine）（以殺死精子），目的是產生無精子的條件。這個输精管切除术的額外步驟（以及類似效果的精索筋膜隔離）有正面效果，不過不常使用，也很少醫生在输精管切除术後會進行這些程序[36]。

### 其他手術方式
除了切除部份输精管外，也有其他的結紮方式，例如输精管阻塞法，好處是输精管復通的程序較簡單，但因為失敗（输精管在結束手術後自動復通）的比例較高，因此較少使用。有一種早期使用的結紮裝置VasClip。
使用VasClip的結紮方式是用VasClip架住輸精管，阻止精子通過，此方式雖然是可逆（將输精管復通的程序較簡單），但費用較高，而且其成功率較低。而且因為输精管沒有切除，也沒有燒合，在技術嚴格來說也不算是結紮。VasClip結紮後的復通只要將VasClip移除即可，因此推測成功機率較高。使用VasClip的結紮方式案例不多，也很少VasClip結紮後復通的資料。

#### 输精管阻塞法
- 注射栓塞（Injected plugs）：有兩種注射用栓塞可以阻塞输精管，分別是醫療級聚氨酯（M.P.U.）或是醫療級矽橡膠（M.S.R.），兩者一開始都是液態的聚合物，注射到输精管後約幾分鐘後會固化，達到阻塞输精管的效果[39]。
- 輸精管內裝置（Intra-Vas device）：輸精管也可以用輸精管內裝置（簡稱I.V.D.）。會在下腹部切一個小的切口，之後將軟矽膠或是聚氨酯的裝置置入輸精管內，以達到阻塞輸精管的效果。此作法可以維持輸精管的完整。I.V.D.的結紮方式和傳統結紮一樣，只需要局部麻醉，而且其輸精管復通也只需要局部麻醉（傳統結紮的輸精管復通需要全身麻醉），因此費用上便宜許多，手術時間也短很多[40]。

上述二個手術的條件類似：局部麻醉、穿刺阴囊以對输精管動手術、以後注入栓塞或是裝置阻塞输精管。相關資料還不多，成功率資料也還不清楚。不過研究已指出，手術後需要較長的時間才能讓精液中沒有精子（比傳統結紮需要的時間要長）。這類手術的病患，較多人對手術過程感到滿意

### 手術後復原

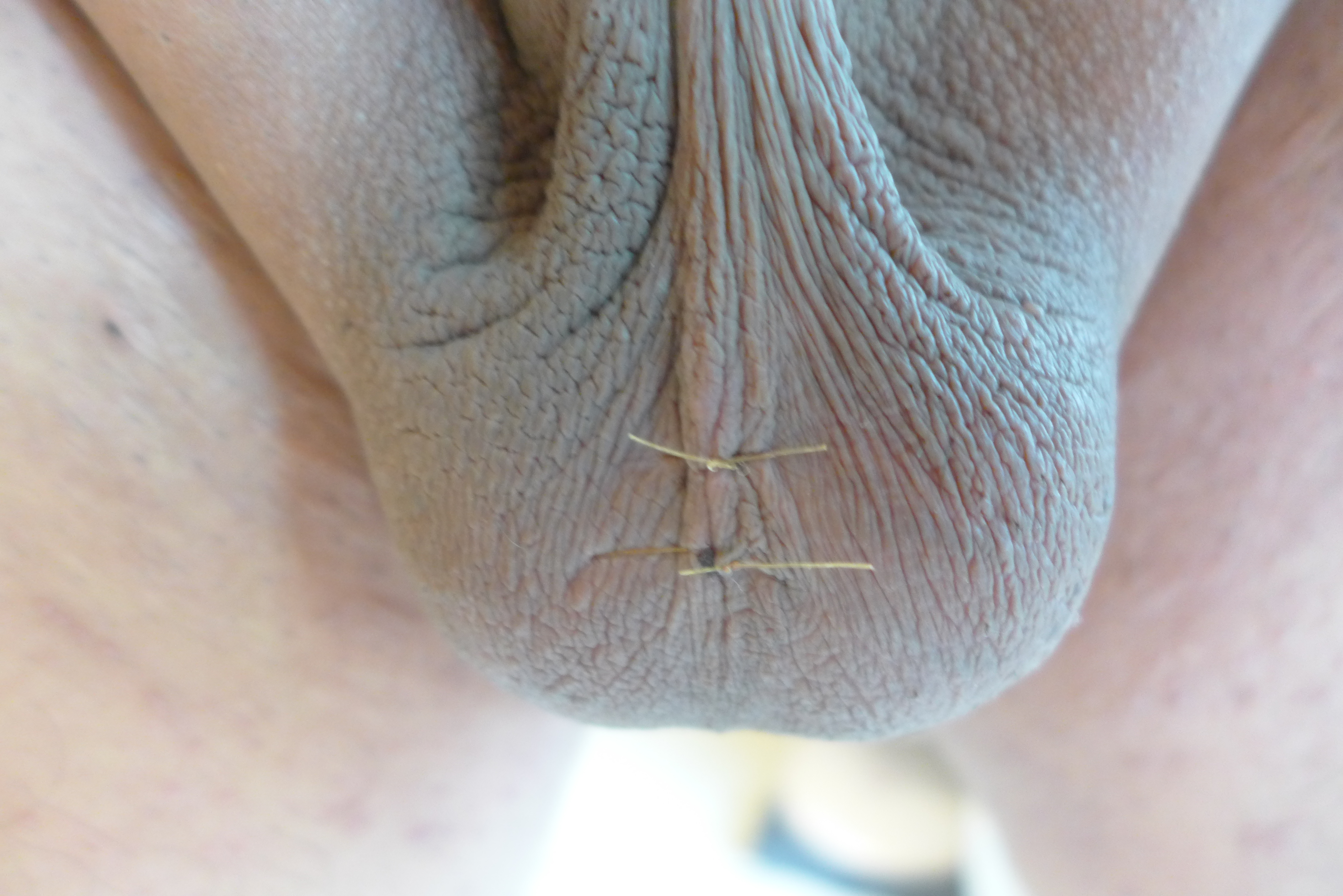
输精管切除术後的陰囊，其陰毛已剔除，尚有手术缝合线

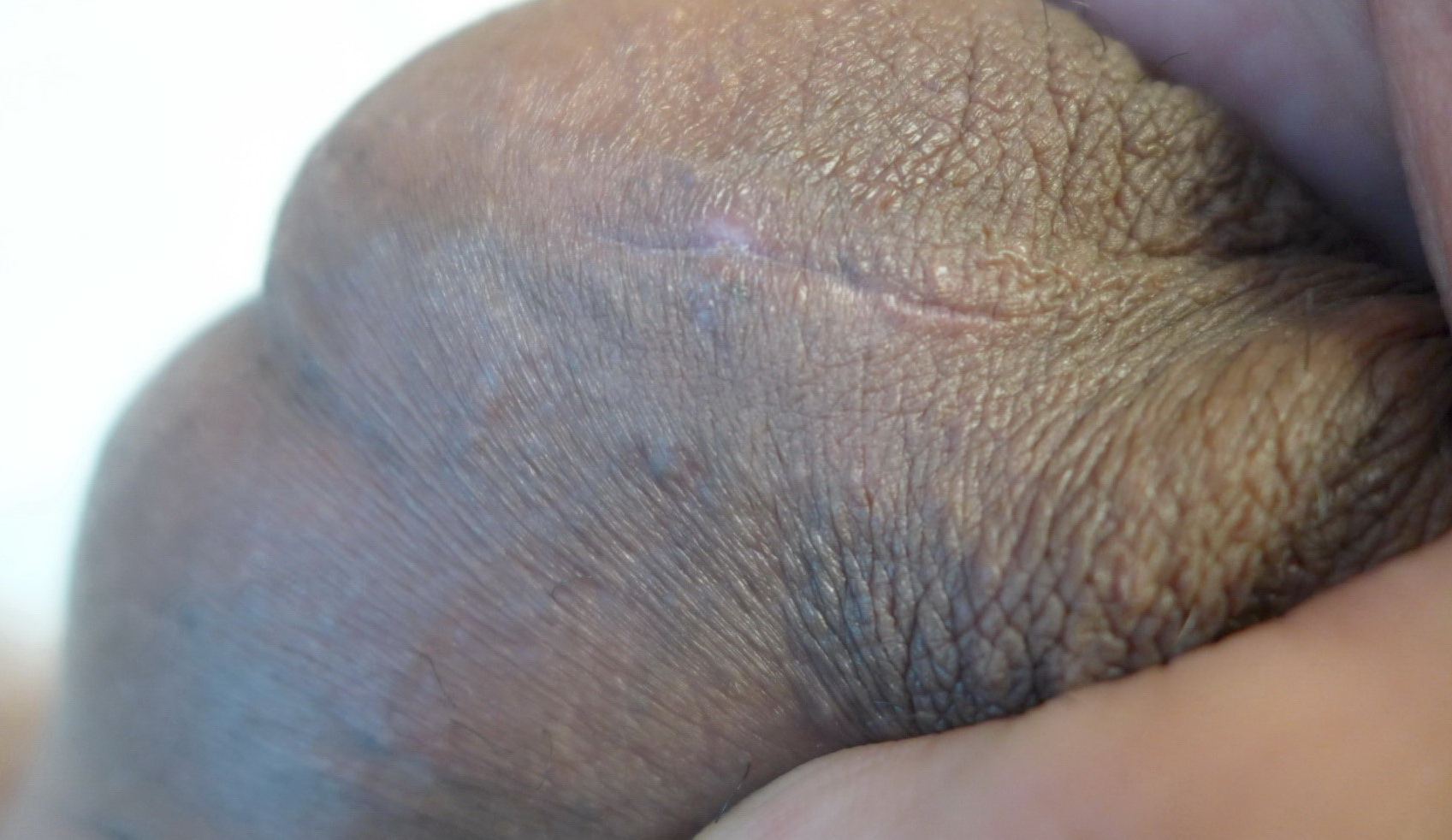
输精管切除术後14天

結紮後會建議患者在手術部份冰敷，在結紮後大約一週即可恢復性行為（具體時間仍依恢復情形而定），不過只要精子計數值大於零，性行為仍然有可能讓女性懷孕。因此仍需要配合其他避孕方式，在結紮後二個月，或是十到二十次射精後可再進行精子檢查。
結紮之後，在確認精液中沒有精子前，都需要配合其他避孕方式進行性行為。一般要在結紮後第三至第四個月進行二次精子檢查，以確認精液中已沒有精子。英國男性學會認為在結紮16週進行一次精子檢查就足夠了。

## 結紮後的再生育議題
输精管切除术後，仍可以用人工授精（人工方式將精液注入女性的子宮或是子宮頸）的方式再繁衍子女，有些男性為了在手術後仍可以有再繁衍子女的選擇，會在输精管切除术前先進行精子的深低溫保存（精子銀行）。一般建議男性在進行输精管切除术前都先進行精子深低溫保存。英國生育協會理事長Allan Pacey醫師提出有男性在進行输精管切除术後，為了要再度生育而進行输精管復通，但沒有成功，後來表示希望他在進行输精管切除术之前，就知道可以將精子先存在精子銀行中。Pacey提到：「問題是你要一個男人預測他的未來，而這個未來不一定是和目前的伴侶共渡的，而當他目前的伴侶就坐在旁邊時，這是一個很困難的決定。」
精子深低溫保存（精子銀行）儲存五年本身的費用比输精管復通術的費用要便宜很多，而若是另外取出精子，進行體外人工受精，約需要美金一萬五千元。
若是沒有足夠的精子可以進行人工授精的話，另外一個作法是進行胞漿內精子注射，直接將精子注射到卵子中，使其受精。這需要的精子數量比較少，也避免了精子抗體的問題，會比較快懷孕。
在一些醫療系統中，單次體外人工受精的費用可能比输精管復通要便宜，但只進行一次體外人工受精不一定就可以成功。體外人工受精的缺點包括婦女需準備的程序，以及體外人工受精本身，對母親及對小孩會有的副作用。

### 输精管復通術
一般男性多半都不會將输精管切除术視為是可復原的避孕方式，且大部份的男性及其伴侶也都滿意手術的結果。不過生活環境及前景可能改變，因此有男性之前雖然進行過結紮，但後來又希望恢復生育能力。输精管復通術是讓結紮後的输精管可以重新接通的手術，是一種顯微手術，由Earl Owen在1971年首次進行。输精管復通術後，有些人可以順利生育，但比例因人而異，在美國的總體自付費用會高達10,000美元。若输精管切除後十年內進行復通，成功生育機率約55%，若超過十年才復通，成功生育機率降到25%。在输精管復通術後，精子的數量和活動力都會明顯比施行输精管切除术前要差。在進行输精管復通術後的男性其精子異常的比例也會提高，因此有些输精管復通術雖成功的讓输精管復通，但不保證恢復生育能力。输精管復通術後男性的精子中，染色體非整倍體及二倍體的比率也會提高，因此會造成新生兒較高比例的先天缺陷。
一些原因會讓男性希望進行输精管復通術，可能是因為原婚姻關係破裂（可能因為離婚或是妻子過世），希望再和其他人共組家庭而且生育兒女，或是因為原來決定不要再有兒女而結紮，但因為財務情形改善，或者兒女進入大學或已獨立，因此希望再生育兒女，也有情形是因為兒女過世而希望再生育兒女的情形。患者多半會反應他們之前進行输精管切除术時，沒有預期到婚姻關係有可能會破裂，或是家人（妻子或是兒女）過世的可能性，也沒有預期這會讓他重新希望有小孩。也有一小部份的输精管復通術是為了緩解输精管切除术後造成的慢性疼痛。

## 盛行率
输精管切除术是男性最有效的永久避孕方式，相較於女性進行的輸卵管切除术，输精管切除术在許多方面都比較理想，包括在成本效益較高、侵入性較低、也有較多可以讓輸精管復通變得較容易的技術、而且手術後併發症的風險也比較低。不過在美國，進行输精管切除术的比例是進行輸卵管切除术比例的一半。根據研究，在美國人中，黑人及拉丁裔中進行输精管切除术的比例最少，這個族群進行輸卵管切除术的比例也是最高的。
紐西蘭和美國相反，输精管切除术的比例比输卵管切除术的比例要高，所有男性中有18%進行過男性結紮，在已婚男性中佔了25%。進行输精管切除术最多的年齡組是在40－49歲，其中有57%進行输精管切除术。英國、不丹和荷蘭進行输精管切除术的比例也和紐西蘭相近。
台灣男性結紮的比例較女性少，依據2016年統計報告，比例約為5.8～8.5%，略低於女性的12～13%，其中也有一些台商是因為赴大陸發展，被配偶要求進行男性結紮。

## 歷史
第一個有記錄的输精管切除术是在1823年對狗的输精管切除术。很快的，倫敦的R. Harrison醫生進行了第一個人類的输精管切除术，但手術不是為了避孕，而是為了使前列腺萎縮。很快的，大眾認為输精管切除术對優生學有幫助。美國第一個输精管切除术的例子是在1897年，由芝加哥的外科醫生A. J. Ochsner進行的，列在一篇《習慣性罪犯的外科治療》（Surgical treatment of habitual criminals）論文中，當時的人相信父母沉溺於酒精、菸草或鴉片之類的東西，會破壞遺傳基因，導致肺結核或智障等一系列無法治癒疾病的「退化」理論，而Ochsner醫生相信输精管切除术是一種簡單、有效的對抗退化的方式。1902年時Indiana Reformatory監獄的外科醫師Harry C. Sharp報告說他為42名罪犯進行結紮，一方便可以減少這些罪犯的犯罪行為，也可以預防他們所生的兒女在未來成為罪犯。输精管切除术一直到第二次世界大戰時才被視為是生育控制的手術。第一個國家範圍的输精管切除术是在1954年由印度所進行的。

## 社會文化

### 可行性及法律問題
在許多國家將输精管切除术視為生育控制或是人口控制的方法，有些國家也會納入國民健康保險的一部份。不過美國的可負擔健保法案（歐巴馬健保）就未納入输精管切除术。在法國因為《法國民法典》中禁止「自残」，因此一直將输精管切除术視為是非法的，不過也沒有特定的法律提及输精管切除术，一直到2001年一個和節育及堕胎有關的法律中，才允許输精管切除术。
傳統上伊斯蘭教法不允許永久性的結紮。不過在2012年7月2日，印尼伊斯蘭學者理事會允許在印尼境內符合特定條件的人進行結紮，特定條件包括以下這幾項：
- 結紮不是永久性的。
- 男性至少要滿50歲。
- 他的妻子同意丈夫接受結紮。
- 結紮不是為了「不道德的目的」而進行的。

### 相關看法
在1994年於開羅舉行的國際人口與發展會議（ICPD），提出了需要「讓男性參與生殖及避孕相關實務」的想法，而且希望是在全世界進行，傳統上「避孕的束縛」不公平的只加在女性身上，上述的想法和人口控制有關，也可以減少在避孕上的性別不平等。Vigoya提出了一個全球性的「女性避孕文化」，雖然男性可能在避孕上負擔更多的責任，但是事實上在避孕上不可能有男女雙方真正的平等。
紐西蘭奧克蘭大學的Terry及Braun在他們的研究及文章中，有提到結紮和「分擔（避孕）責任」之類的看法，他們認為以往心理學對输精管切除术的研究是負面或是可疑的。在一個以16個已結紮的紐西蘭男士所進行的研究中，研究者進行了相關訪談，從訪談中主要出現的主要議題有「承擔責任」及「输精管切除术是比較不英雄主義的行為」。
女性主義研究者對接受输精管切除术的男性有正面的評價，認為是「一個負起自己在避孕上責任的男性」，也認為這些男性是願意為了伴侶及家庭而犠牲自己的生育能力。Terry也指出接受输精管切除术的男性受到了高度的感激及正面的評價，甚至比女性長期用口服避孕藥或其他方式避孕的評價還要高。
羅馬天主教教會不接受自然避孕以外的任何人工避孕方式，也譴責输精管切除术的節育行為。
印度国父圣雄甘地对避孕的看法与天主教会相近。甘地认为夫妻之间应该只采用自然避孕而不应该采用人工避孕。不过在男性结扎方面甘地却与天主教会的看法不同。圣雄甘地认为，男人一般上在性爱方面是“侵略者”的角色，也就是说会更多地想要性爱，并且更为主动。因此如果夫妻想要永久性结扎的话，应该是由丈夫而不是妻子去做结扎。输精管切除术也成为圣雄甘地唯一道德上认可的人工避孕方式。

### 旅遊
醫療旅遊是指病人前往一個醫療較便宜的地區進行醫療以節省開支，並且利用假期的時間休養。输精管切除术因為手術本身費用就不高，很少醫療旅遊的項目會包括输精管切除术，不過有些醫療旅遊會包括输精管復通术。許多海外醫院會將输精管復通术列在他們的核可手術項目中。醫療旅遊因為其醫療的品質，以及後續的護理問題，已開始受到一些政府機構的關注。

## 腳註
1. ↑  Popenoe P. . Journal of Heredity. 1934, 25 (1): 19.
2. ↑  Trussell, James. . Hatcher, Robert A.; Trussell, James; Nelson, Anita L.; Cates, Willard Jr.; Kowal, Deborah; Policar, Michael S. (eds.)  (编).  20th revised. New York: Ardent Media. 2011: 779–863. ISBN 978-1-59708-004-0. ISSN 0091-9721. OCLC 781956734. Table 26–1 = Table 3–2 Percentage of women experiencing an unintended pregnancy during the first year of typical use and the first year of perfect use of contraception, and the percentage continuing use at the end of the first year. United States. （页面存档备份，存于）
3. ↑  . Tait.mohw.gov.tw. 2008-03-20  [2017-03-25]. （原始内容存档于2020-04-10）.
4. ↑  Dean A. Hendrickson; A. N. Baird. . John Wiley & Sons. 5 June 2013: 541  [2017-02-23]. ISBN 978-1-118-68404-7. （原始内容存档于2020-04-10）.
5. ↑  Nielsen CM, Genster HG. . Ugeskrift for Lægerer. 1980, 142 (10): 641–643. PMID 7368333.
6. ↑  Dias, P. L. R. . Acta Psychiatrica Scandinavica. 1983, 67 (5): 333–338. PMID 6869041. doi:10.1111/j.1600-0447.1983.tb00350.x.
7. ↑  Hattikudur, S.; Shanta, S. RAO; Shahani, S.K.; Shastri, P.R.; Thakker, P.V.; Bordekar, A.D. . Andrologia. 2009, 14 (1): 15–22. PMID 7039414. doi:10.1111/j.1439-0272.1982.tb03089.x.
8. ↑  Deshpande RB, Deshpande J, Mali BN, Kinare SG. . J Postgrad Med. 1985, 31 (2): 105–8  [2017-02-26]. PMID 4057111. （原始内容存档于2018-11-03）.
9. ↑  Hirschowitz, L; Rode, J; Guillebaud, J; Bounds, W; Moss, E. . Journal of Clinical Pathology. 1988, 41 (4): 419–423. PMC 1141468 . PMID 3366928. doi:10.1136/jcp.41.4.419.
10. 1 2 3  Christiansen C, Sandlow J. . Journal of Andrology. 2003, 24 (3): 293–8. PMID 12721203. （原始内容存档于2008-07-06）.
11. ↑  Christensen, R. E.; Maples, D. C. . The Journal of the American Board of Family Medicine. 2005, 18: 44–47. doi:10.3122/jabfm.18.1.44.
12. ↑  Klotz, Kenneth L.; Coppola, Michael A.; Labrecque, Michel; Brugh Vm, Victor M.; Ramsey, Kim; Kim, Kyung-ah; Conaway, Mark R.; Howards, Stuart S.; Flickinger, Charles J.; Herr, John C. . The Journal of Urology. 2008, 180 (6): 2569–2576. PMC 2657845 . PMID 18930494. doi:10.1016/j.juro.2008.08.045.
13. ↑  Philp, T; Guillebaud, J; Budd, D. . BMJ. 1984, 289 (6437): 77–79. PMC 1441962 . PMID 6428685. doi:10.1136/bmj.289.6437.77.
14. ↑  Royal College of Obstetricians and Gynaecologists. .   [2017-02-26]. （原始内容存档于2011-01-04）.
15. ↑  Griffin, T; Tooher, R; Nowakowski, K; Lloyd, M; Maddern, G. . The Journal of Urology. 2005, 174 (1): 29–36. PMID 15947571. doi:10.1097/01.ju.0000161595.82642.fc.
16. ↑  Nevill et al (2013) Surveillance of surgical site infection post vasectomy. Journal of Infection Prevention. January 2013. Vol 14(1) http://bji.sagepub.com/content/14/1/14.abstract Archive.today的存檔，存档日期2013-04-11
17. ↑  Schwingl, Pamela J; Guess, Harry A. . Fertility and Sterility. 2000, 73 (5): 923–936. PMID 10785217. doi:10.1016/S0015-0282(00)00482-9.
18. ↑  . American Urological Association.   [2016-03-19]. （原始内容存档于2016-03-31）.
19. ↑  McMahon AJ, Buckley J, Taylor A, Lloyd SN, Deane RF, Kirk D.  (PDF). Br J Urol (Blackwell Publishing Ltd). February 1992, 69 (2): 188–91  [2017-02-27]. PMID 1537032. doi:10.1111/j.1464-410X.1992.tb15494.x. （原始内容 (PDF)存档于2016-03-03）.
20. ↑  Nangia, Ajay K.; Myles, Jonathan L.; Thomas Aj, Anthony J. . The Journal of Urology. 2000, 164 (6): 1939–1942. PMID 11061886. doi:10.1016/S0022-5347(05)66923-6.
21. ↑  Potts, Jeannette M. . Current Clinical Urology. 2008: 201–209. ISBN 978-1-58829-816-4. doi:10.1007/978-1-60327-126-4_13.
22. ↑  THONNEAU, P.; D'ISLE, BÉATRICE. . International Journal of Andrology. 1990, 13 (6): 419–432. PMID 2096110. doi:10.1111/j.1365-2605.1990.tb01050.x.
23. ↑  Labrecque, Michel; Paunescu, Cristina; Plesu, Ioana; Stacey, Dawn; Légaré, France. . Contraception. 2010, 82 (6): 556–562. PMID 21074020. doi:10.1016/j.contraception.2010.05.003.
24. 1 2  Köhler TS, Fazili AA, Brannigan RE. . Urol. Clin. North Am. August 2009, 36 (3): 337–45. PMID 19643236. doi:10.1016/j.ucl.2009.05.004.
25. ↑  POTTS, J.M.; PASQUALOTTO, F.F.; NELSON, D.; THOMAS, A.J.; AGARWAL, A.  (PDF). The Journal of Urology. June 1999, 161 (6): 1835–1839  [2017-02-27]. PMID 10332448. doi:10.1016/S0022-5347(05)68819-2. （原始内容 (PDF)存档于2021-03-03）.
26. ↑  Köhler, TS.; Choy, JT.; Fazili, AA.; Koenig, JF.; Brannigan, RE. . Asian J Androl. Nov 2012, 14 (6): 903–4. PMC 3720109 . PMID 23064682. doi:10.1038/aja.2012.94.
27. ↑  Rogalski E, Weintraub S, Mesulam MM. . Brain Lang. 2013, 127 (2): 135–8. PMC 3740011 . PMID 23489582. doi:10.1016/j.bandl.2013.02.004.
28. ↑  Cook, Lynley A.; Pun, Asha; Gallo, Maria F; Lopez, Laureen M; Van Vliet, Huib AAM. Cook, Lynley A. , 编. . Cochrane Database of Systematic Reviews. 2014, (2): CD004112  [2017-02-26]. PMID 24683021. doi:10.1002/14651858.CD004112.pub4. （原始内容存档于2020-04-10）.
29. ↑  Xiaozhang L. . 世界衛生組織. 2008-09-01  [2017-03-03]. （原始内容存档于2020-04-10）.
30. ↑  webmaster@vasectomy-information.com. . Vasectomy-information.com. 2007-09-14  [2011-12-28]. （原始内容存档于2012-01-04）.
31. ↑  Sokal, David; Irsula, Belinda; Hays, Melissa; Chen-Mok, Mario; Barone, Mark A; Investigator Study, Group. . BMC Medicine. 2004, 2 (1): 6. PMC 406425 . PMID 15056388. doi:10.1186/1741-7015-2-6.
32. 1 2  Weiss, RS; Li, PS. . The Journal of Urology. 2005, 173 (5): 1677–80. PMID 15821547. doi:10.1097/01.ju.0000154698.03817.d4.
33. ↑  Panel Members: Ira D. Sharlip, M.D., Panel Co-Chair Clinical Professor Department of Urology University of California, San Francisco, CA San Francisco, CA Arnold M. Belker, M.D., Panel Co-Chair Emeritus Clinical Professor Department of Urology University of Louisville School of Medicine Louisville, Kentucky Stanton Honig, M.D. Professor of Surgery/Urology University of Connecticut Farmington CT The Urology Center New Haven, CT Michel Labrecque, M.D., Ph.D. Professor Department of Family and Emergency Medicine Université Laval Quebec City, Canada Joel L. Marmar, M.D. Professor of Urology Cooper Medical School of Rowan University Camden, NJ Lawrence S. Ross, M.D. Clarence C. Saelhof Professor Emeritus Department of Urology University of Illinois at Chicago Chicago, IL Jay I. Sandlow, M.D. Professor of Urology Medical College of Wisconsin Milwaukee, WI David C. Sokal, MD Senior Scientist Clinical Sciences Department FHI 360 Durham, NC.  (PDF). American Urology Association. American Urological Association Education and Research. January 2015  [1 February 2017]. （原始内容 (PDF)存档于2017年1月29日）.
34. ↑  Moss, WM. . Contraception. December 1992, 46 (6): 521–5. PMID 1493712. doi:10.1016/0010-7824(92)90116-B.
35. ↑  Shapiro, EI; Silber, SJ. . Fertility and Sterility. November 1979, 32 (5): 546–50. PMID 499585.
36. 1 2  Cook, Lynley A.; Van Vliet, Huib AAM; Lopez, Laureen M; Pun, Asha; Gallo, Maria F. Cook, Lynley A. , 编. . Cochrane Database of Systematic Reviews. 2007. doi:10.1002/14651858.CD003991.pub3.
37. ↑  Levine, LA; Abern, MR; Lux, MM. . The Journal of Urology. 2006, 176 (5): 2146–8. PMID 17070280. doi:10.1016/j.juro.2006.07.028.
38. ↑  . Imccoalition.org.   [2011-12-28]. （原始内容存档于2012-03-27）.
39. ↑  . MaleContraceptives.org. 2011-07-27  [2011-12-28]. （原始内容存档于2020-12-23）.
40. ↑  . MaleContraceptives.org.   [2011-12-28]. （原始内容存档于2020-12-23）.
41. ↑  Healthwise Staff. . webmd.com. 2010-05-13  [2012-03-29]. （原始内容存档于2017-09-26）.
42. ↑  . Cambridge IVF. Cambridge IVF.   [2015-10-23]. （原始内容存档于2021-02-26）.
43. 1 2  Murphy, Clare. "Divorce fuels vasectomy reversals （页面存档备份，存于）", BBC News, 18 March 2009. Retrieved 19 September 2012.
44. ↑  Shridharani, Anand; Sandlow, Jay I. . Current Opinion in Urology. 2010, 20 (6): 503–509. PMID 20852426. doi:10.1097/MOU.0b013e32833f1b35.
45. ↑  Landry E, Ward V.  (PDF). Reproductive Health Matters. 1997,. (special issue): 58–67  [2017-02-26]. （原始内容 (PDF)存档于2016-03-04）.
46. ↑  Jamieson, D. . Obstetrics & Gynecology. 2002, 99 (6): 1073–1079. doi:10.1016/S0029-7844(02)01981-6.
47. ↑  . Professor Earl Owen's homepage.   [2007-11-29]. （原始内容存档于2007-12-06）.
48. ↑  Owen ER. . Urology. 1977, 167 (2 Pt 2): 1205. PMID 11905902. doi:10.1016/S0022-5347(02)80388-3.
49. ↑  Vasectomy Reversal http://www.epigee.org/guide/vasectomy_reversal.html （页面存档备份，存于）
50. ↑  Cited in Laurance, Jeremy (2009) "Vasectomy Reversal: First Cut Isn't Final" in The Independent 30 March 2009 http://www.independent.co.uk/life-style/health-and-families/health-news/vasectomy-reversal-first-cut-isnt-final-1657039.html （页面存档备份，存于）
51. 1 2  Sukcharoen, Nares; Ngeamvijawat, J; Sithipravej, T; Promviengchai, S. . Journal of Assisted Reproduction and Genetics. 2003, 20 (5): 196–203. PMC 3455301 . PMID 12812463. doi:10.1023/A:1023674110940.
52. ↑  Abdelmassih, V.; Balmaceda, JP; Tesarik, J; Abdelmassih, R; Nagy, ZP. . Human Reproduction. 2002, 17 (3): 736–740. PMID 11870128. doi:10.1093/humrep/17.3.736.
53. ↑  Horovitz, D. . National Center for Biotechnology Information, U.S. National Library of Medicine. February 2012, 187: 613–7. PMID 22177173. doi:10.1016/j.juro.2011.10.023.
54. ↑  Kim, Edward. .   [2017-02-27]. （原始内容存档于2015-02-27）.
55. 1 2  Shih G, Turok DK, Parker WJ. . Contraception. April 2011, 83 (4): 310–5. PMID 21397087. doi:10.1016/j.contraception.2010.08.019.
56. ↑  Sneyd, Mary Jane; Cox, Brian; Paul, Charlotte; Skegg, David C.G. . Contraception. 2001, 64 (3): 155–159. doi:10.1016/S0010-7824(01)00242-6.
57. ↑  Pile, John M.; Barone, Mark A. . Urologic Clinics of North America. 2009, 36 (3): 295–305. PMID 19643232. doi:10.1016/j.ucl.2009.05.006.
58. ↑  衛生福利部國民健康署. .   [2023-05-10]. （原始内容 (PDF)存档于2023-05-10）.
59. ↑  . 國家網路醫藥.   [2017-02-27]. （原始内容存档于2020-04-10）.
60. ↑  Leavesley, JH. . Family planning information service. 1980, 1 (5): 2–3. PMID 12336890.
61. ↑  Reilly, Phillip. . Johns Hopkins University Press. 1991: 30–33.
62. ↑  Sharma, Sanjay.  (PDF). JK Science. April–June 2014, 16 (2): 67  [2015-10-23]. （原始内容 (PDF)存档于2017-08-24）.
63. ↑  Latham, Melanie. . Manchester University Press. 2002-07-05. ISBN 0-7190-5699-3. （原始内容存档于2020-08-01）.
64. ↑  . Islam Today. Islam Today.   [23 October 2015]. （原始内容存档于2017-06-03）.
65. ↑  . The Jakarta Post. 2012-07-04. （原始内容存档于2012-07-05）.
66. ↑  Mundigo A (2000) Re-conceptualizing the role of men in the post-Cairo era" Culture, Health & Sexuality 2(3)  323–337; cited in Terry, G and Braun, V (2011). 'It’s kind of me taking responsibility for these things': men, vasectomy and 'contraceptive economies' Feminism & Psychology 21(4), pp. 477–495. Available online at:http://oro.open.ac.uk/34285/1/It%27s%20kind%20of%20me%20taking%20responsbility%20for%20these%20things.pdf （页面存档备份，存于）
67. ↑  cited in Terry, G and Braun, V (2011). 'It’s kind of me taking responsibility for these things': men, vasectomy and 'contraceptive economies' Feminism & Psychology 21(4), p.1 Available online at: http://oro.open.ac.uk/34285/1/It%27s%20kind%20of%20me%20taking%20responsbility%20for%20these%20things.pdf （页面存档备份，存于）
68. 1 2  Terry, Gareth; Braun, Virginia. . Journal of Reproductive and Infant Psychology. 2011, 29 (3): 276–291. doi:10.1080/02646838.2011.592976.
69. 1 2 3  Terry, G.; Braun, V.  (PDF). Feminism & Psychology. 2011, 21 (4): 477–495  [2017-03-27]. doi:10.1177/0959353511419814. （原始内容 (PDF)存档于2013-02-20）.
70. ↑  .   [2017-03-27]. （原始内容存档于2012-01-09）.
71. ↑  . www.catholic.com.   [2017-02-01]. （原始内容存档于2016年6月18日） （英语）.
72. ↑  Mohandas Karamchand Gandhi. .   [2024-07-19]. （原始内容存档于2024-11-24） （英语）.
73. ↑  Soutik Biswas. . BBC. 2018-09-14  [2024-11-9]. （原始内容存档于2024-11-09） （英语）.
74. ↑  Lunt, Neil; Carrera, Percivil. . Maturitas. 2010, 66 (1): 27–32. PMID 20185254. doi:10.1016/j.maturitas.2010.01.017.

## 外部連結
- Vasectomy : Procedure  （页面存档备份，存于）
- MedlinePlus Encyclopedia （页面存档备份，存于）
- How to treat: vasectomy and reversal, Australian Doctor, 2 July 2014 （页面存档备份，存于）